# 高橋和夫 (国際政治学者)
高橋 和夫（たかはし かずお、1951年10月15日 - ）は、日本の国際政治学者。専門は、国際政治学、中東研究。放送大学名誉教授、先端技術安全保障研究所 (GIEST)会長 。

## 来歴
福岡県小倉市（現在の北九州市小倉北区）に呉服屋の四男として生まれる。西南女学院短期大学部附属シオン山幼稚園、北九州市立到津小学校、北九州市立思永中学校、福岡県立小倉西高等学校、大阪外国語大学外国語学部ペルシャ語科卒業。1976年コロンビア大学大学院修了（修士論文「エジプトーイラン関係」、国際関係論修士）。1979年、コロンビア大学哲学修士。コロンビア大学大学院博士課程単位取得（1979年）。
イラン国王（皇帝）財団奨学生としてイランへ留学する予定であったが、イラン革命の影響で断念し帰国。学習塾講師、1981年、桜美林大学経済学部非常勤講師、1982年、学習院大学法学部非常勤講師を務める。1982年11月、片倉もとこの紹介でクウェート大学へ国際文化会館奨学生として、1983年迄客員研究員として留学。三菱電機材料研究所（現：三菱電機先端技術総合研究所）参事、1985年4月、放送大学教養学部助教授に就任。1990年6月、駐日イラク大使館からの打診を受けバグダードで開催された「イラクと連帯する国際会議」に日本代表として参加。イラク大統領であるサッダーム・フセインと面会した。
2008年4月、同大学教授に昇格。2018年3月31日付で放送大学を退職。同年4月1日付で放送大学名誉教授の称号を得る。現在、先端技術安全保障研究所 (GIEST)の会長を務める。

## 人物
- 使用言語は日本語、英語、ペルシャ語、アラビア語など[4]。
- 趣味は俳句と短歌。咲耶会会員。

## 著作

### 単著
- 『アラブとイスラエル：パレスチナ問題の構図』講談社現代新書］、1992年
- 『燃えあがる海：湾岸現代史：中東イスラム世界』（東京大学出版会、1995年）ISBN  4130250256
- 『現代の国際政治：冷戦を越えて』（放送大学教育振興会、1995年）ISBN 4595531389
- 『国際政治：新しい世界像を求めて』（放送大学教育振興会、2000年）ISBN 4595831153
- 『アメリカとパレスチナ問題：アフガニスタンの影で』（角川書店、2001年）ISBN 4047040673
- 『第三世界の政治：パレスチナ問題の展開』（放送大学教育振興会、2002年／改訂新版, 2005年）ISBN 4595537530 ISBN 4595305206
- 『アメリカのイラク戦略：中東情勢とクルド問題』（角川書店、2003年）ISBN 4047041262
- 『国際政治：9月11日後の世界』（放送大学教育振興会、2004年/改訂新版, 2008年）ISBN 4595237316
- 『なるほどそうだったのか!! パレスチナとイスラエル』（幻冬舎、2010年）ISBN 4344018974
- 『イランとアメリカ：歴史から読む「愛と憎しみ」の構図』（朝日新聞出版、2013年）ISBN 4022734949
- 『国際理解のために』（放送大学教育振興会、2013年）ISBN 4595314264
- 『イスラム国の野望』（幻冬舎新書、2015年1月）ISBN 9784344983700
- 『中東から世界が崩れる：イランの復活、サウジアラビアの変貌』（NHK出版新書、2016年6月）ISBN 9784140884904
- 『パレスチナ問題』放送大学教育振興会, 2016.3
- 『イランVSトランプ』ワニブックス|PLUS|新書 2019.9
- 『中東の政治』放送大学教育振興会, 2020.3
- 『最終決戦トランプvs民主党 アメリカ大統領選撤退後も鍵を握るサンダース』ワニブックス|PLUS|新書 2020.7
- 『パレスチナ問題の展開』(放送大学叢書 左右社, 2021.3

### 共編著
- 『現代の国際政治』神谷不二共著. 放送大学教育振興会, 1987.3
- 『第三世界の政治』編著（放送大学教育振興会、1992年）
- 『国際関係論』阿部齊共編著. 放送大学教育振興会, 1997.3

### 翻訳
- J・モーリア『ハジ・ババの冒険』全2巻　岡﨑正孝,江浦公治共訳　平凡社［東洋文庫］、1984年)

### 監修
- 『イスラエル・パレスチナ――平和への架け橋』（高文研、2002年）ISBN 4874982832
- 『図解アメリカが描く新・世界地図』（青春出版社、2003年）ISBN 4413006445
- 『地図でスッとアタマに入る中東&イスラム30の国と地域』(昭文社、2022年)

## 出演

### 放送大学
- 現代の国際政治（テレビ授業科目）
- 世界の中の日本外交（テレビ授業科目）
- パレスチナ問題（テレビ授業科目）
- 世界の中の日本（テレビ授業科目）
- スペシャル講演　テロと日本（テレビ・生涯学習支援番組）
- 国際理解のために（ラジオ授業科目）

### テレビ番組
- クローズアップ現代（NHK総合）
- 週刊ニュース深読み（NHK総合）
- ワールドWaveトゥナイト（NHK BS1）
- 情報ライブ ミヤネ屋（読売テレビ）
- ウェークアップ!ぷらす（読売テレビ）
- ひるおび!（TBSテレビ）
- 情報7days ニュースキャスター（TBSテレビ）
- 情報プレゼンター とくダネ!（フジテレビ）
- ワイド!スクランブル（テレビ朝日）
- 教えて!ニュースライブ 正義のミカタ（朝日放送テレビ）
- 報道1930（BS-TBS）
- BSフジLIVE プライムニュース（BSフジ）

### ウェブ番組
- デモクラシータイムス（YouTube）
- ABEMA Prime（ABEMA）
- ビデオニュース・ドットコム

### ラジオ
- 徳光和夫 とくモリ!歌謡サタデー（ニッポン放送）
- ザ・ボイス そこまで言うか!（ニッポン放送）
- 飯田浩司のOK! Cozy up!（ニッポン放送）
- 高嶋ひでたけのあさラジ!（ニッポン放送）
- 森永卓郎と垣花正の朝はニッポン一番ノリ!（ニッポン放送）
- 大竹まこと ゴールデンラジオ!（文化放送）
- 荻上チキ・Session（TBSラジオ）